# 吹田町
吹田町（すいたちょう）は、大阪府の北部、島下郡・三島郡に属していた町。
現在の吹田市の市役所所在地であり、JR京都線吹田駅、阪急千里線吹田駅周辺にあたる。本項では町制施行前の吹田村（すいたむら）についても述べる。

## 地理
- 河川：神崎川、安威川

## 歴史
- 1889年（明治22年）4月1日 - 町村制の施行により、島下郡吹田村が単独で自治体を形成。
- 1896年（明治29年）4月1日 - 所属郡が三島郡に変更。
- 1908年（明治41年）4月1日 - 吹田村が町制施行して吹田町となる。
- 1940年（昭和15年）4月1日 - 三島郡千里村・岸部村、豊能郡豊津村と合併して吹田市が発足。同日吹田町廃止。

## 交通

### 鉄道路線
- 日本国有鉄道
  - 東海道本線
    - 吹田駅
- 北大阪電気鉄道→新京阪鉄道→京阪神急行電鉄（現・阪急電鉄）
  - 千里山線（現千里線）
    - 東吹田駅 - 西吹田駅（現在は両駅が吹田駅に統合）

上記のほか、旧町域をJR西日本おおさか東線が通過し、南吹田駅も所在しているが、当時は未開業。
なお、新京阪鉄道の駅として、新京阪線に吹田町駅（すいたまちえき）が存在したが、これは現在の阪急京都本線の相川駅であり、開業時から今日まで大阪市東淀川区に所在する。